# Diomma callosa
Diomma callosa är en insektsart som beskrevs av Irena Dworakowska 1994. Diomma callosa ingår i släktet Diomma och familjen dvärgstritar. Inga underarter finns listade i Catalogue of Life.